# Hein Buisman
Hendrik Hero (Hein) Buisman (Leeuwarden, 18 mei 1904 - Amsterdam, 23 september 1963) was de laatste particuliere Nederlandse boterhandelaar, een natuurbeschermer en de naamgever van de Hein Buisman Stichting voor het behoud van het monumentale erfgoed in Harlingen.

## Leven en werk
Buisman was een zoon van de boterexporteur Roelof Buisman en van Hillegonda Cornelia Blok Wybrandi. Na zijn gymnasiumopleiding, die hij wegens ziekte niet afmaakte, werd hij verder opgeleid voor zijn plaats als firmant in het door zijn overgrootvader opgerichte bedrijf. Hij speelde een belangrijke rol bij de bepaling van de boterprijzen in Nederland. Buisman was daarnaast een groot natuurliefhebber. Hij was bestuurder van de Nederlandse Ornithologische Vereniging, medeoprichter en een van de eerste bestuursleden van It Fryske Gea, hoofdbestuurslid van Vogelbescherming Nederland en van Natuurmonumenten. Buisman was niet alleen nationaal, maar ook internationaal actief op het terrein van de vogelbescherming. Kort voor zijn overlijden kocht hij eerst één – Letterdyfe House – en daarna nog een landgoed in Ierland aan. Hij werd in 1962 benoemd tot ridder in de Orde van Oranje-Nassau met name vanwege zijn inspanningen voor de natuurbescherming in Nederland. Na zijn overlijden in 1963 ontvingen It Fryske Gea, Vogelbescherming en Natuurmonumenten legaten uit de erfenis van de ongehuwd overleden Buisman. In Ierland wordt hij gezien in het licht van het behoud van veengebieden. Na zijn overlijden is Letterdyfe House door familie en vrienden behouden gebleven.

## Hein Buisman Stichting
Een ander deel van de erfenis van Buisman werd bestemd voor het behoud van het monumentaal erfgoed in de plaats Harlingen. In deze Friese stad bezat Buisman diverse monumentale panden, waaronder De Blauwe Hand een monumentaal pakhuis, dat hij liet restaureren en dat een culturele bestemming kreeg. De negen andere woningen, die hij in zijn bezit had, wilde hij onderbrengen in een stichting. Voordat dit voornemen kon worden uitgevoerd overleed Buisman. Zij nabestaanden voerden zijn plannen verder uit. In 1964 werd de Stichting Oud-Harlingen opgericht, die enkele maanden later, in januari 1965 werd omgedoopt in de "Hein Buisman Stichting".